# ラブリーパブリー
『ラブリー♥パブリー』は、2003年4月2日から2012年6月30日まで中京テレビで放送された広報番組。番組表上では「ラブリーP.」、あるいは単に「P」とだけ表記されることが多かった。

## 概要

### ラブリー♥パブリー

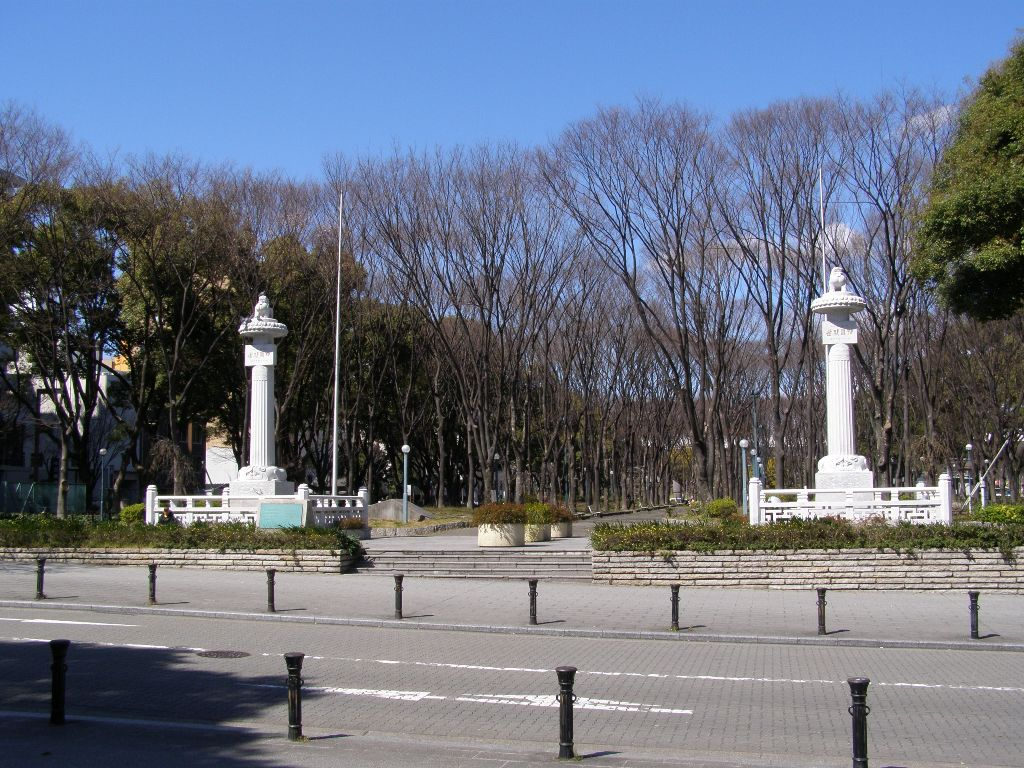
企業や施設の宣伝を行わない回の撮影によく使われていた久屋大通公園リバーパーク（華表付近）

海川ひとみ演じる女魔法使い「パブリ」が進行役を務めていたミニ番組で、彼女が東海3県の企業各社の製品や施設各所のサービスについて調査し、それらの宣伝告知を請け負う模様を放送していた。かつて中京テレビで放送されていた『宮地佑紀生の電波将軍』シリーズの後継番組で、番組は週に4回のペースで放送。そのうちの1回が海川が出演する実写版で、その他の回では商品説明のVTRを流すという形を取っていた（これについての詳細は後述）。
単にロケ先の宣伝をするだけであれば他局の広報番組群と何ら変わるところはないのだが、この番組は海川のハイテンションな演技とその独自の演出により、一際異彩を放つ存在となっていた。海川はとにかく人の記憶に残る自身の特徴を武器に、毎回ロケ先に勤務する広報担当者とともに対象商品の宣伝を行っていたが、その様子は告知と言うよりもコントの様相を呈していた。番組制作側もパブリの知名度を上げるために彼女のキャラクターソングをリリースしたり、さらには番組内で海川本人にその振り付けを実演させ、わずかな放送時間の大半を使って紹介したりと、商品の宣伝とは何の関係も無い展開までも見せていた。

### ラブリー♥パブリーII
しかし、海川演じるパブリは2007年1月13日放送分をもって降板し、替わって同日放送分からは「パブリセカンド」（2代目パブリ）が進行役を務めるようになった。それに伴い、番組も以後は『ラブリー♥パブリーII』（ラブリーパブリー セカンド）と題して放送されるようになった。
ただし、放送内容自体は『ラブリー♥パブリー』時代とほとんど同じであり、差分は番組タイトル右端の「ー」部分とパブリが被っているウィッチハットの片隅に小さく「II」が付けられた程度だった。パブリセカンド役も同様に海川が担当していたが、さらにその後、彼女が2役で演じるライバルキャラクター「ダークパブリ」が出現。これにより、番組はより混沌とした展開を見せるようになった。

### ラブリー♥パブリーSS
放送開始から長らくこの番組に出演し続けてきた海川は、2010年3月末に芸能界を引退した後もしばらくパブリセカンド役およびダークパブリ役で出演していたが、出演契約の満了により、同年6月27日放送分をもって正式に降板した（イメージ映像としての出演も含めた場合は同年7月11日放送分まで）。海川の降板後、パブリ役は折原みか演じる「パブリおね〜たん」（3代目パブリ）と前山奈津巴演じる「パブリいも〜と」（4代目パブリ）へと引き継がれ、その翌月には番組タイトルも『ラブリー♥パブリーSS』（ラブリーパブリー ダブルエス）と改められた。
以後はこの2人が進行役を務めていたが、折原は2011年11月20日放送分に出演したのを最後に出演しなくなり、その翌週からは全て前山のみが出演するようになった。そして、改題リニューアルから2年後の2012年6月30日に番組は終了した。実写版最後の回となった同年6月24日放送分では、前任者の海川が息子とともにロケ先に現れ、久々にパブリのコスチュームとハイテンションな演技を披露した。そして、後任者である前山との共演で最後を締めくくった。
後継番組は江頭ひなた出演の広報番組『クレッペ』で、こちらも同様に週に4回のペースで放送されている。

## 放送時間
いずれも日本標準時、番組終了時の放送時間。
このうち、海川やその後任者たちが役を演じていたのは日曜午後版のみであり、それ以外の回には番組公式サイトのトップを飾っているCGキャラクター「イラストパブリ」が登場していた。実写版の収録は全編ロケで行われ、出演者・スタッフ一行が対象商品の製造元や販売店などに赴いていた。対してCG版は、商品説明のVTRを流す形で行われていた。

### 実写版
- 日曜 15:00 - 15:05 （2009年4月 - 2012年6月） - ただし、この枠自体が流動的であるため、時間通りに放送されることはめったになかった。
- 実写版の過去の放送時間については、本稿最下段の番組変遷表を参照。

### CG版
- 木曜 25:47 - 25:54 （2011年2月 - 2012年6月） - 2009年9月までは水曜深夜枠で放送されていた。
- 土曜 11:43 - 11:45 （2010年4月 - 2012年6月） - 日曜11:25枠 → 日曜12:55枠 → 日曜13:25枠 → 日曜16:55枠 → 土曜17:25枠 → 日曜11:25枠を経て、最終的にはこの枠で放送されるようになった。
- 日曜 25:52 - 25:59 （2010年10月 - 2012年6月）

## 出演者
パブリ
演 - 海川ひとみ
AICHI-PUBLI CITY出身の女魔法使い。20歳。毎回全身ピンク色のへそ出しコスチュームに身を包んで登場し、その特徴あるアニメ声で「はーい! みんなお元気ぴょん? パブリだよーん! ねえねえ、みんな知ってる?」ともの凄い勢いで捲くし立てながら番組を進行。自分は情報通であると思い込んでいるが、相手役を務めるロケ先の広報担当者から地味にツッコまれて呆気なく崩されるというのが毎回のパターンになっていた。長年番組の顔として活躍し続けていたが、2006年12月23日放送分で訪れた先の広報担当者から、本来の使命を忘れて「体操のお姉さん」化していることについてダメ出しされたことにショックを受け、衝動的に番組から失踪。2007年1月13日放送分でひょっこりと番組に戻ってきたものの、その回のラストでパブリセカンドに主役の座を奪い取られ、挙句に番組プロデューサーMによって「知ってはいけない世界」に葬り去られてしまった。
パブリセカンド
演 - 海川ひとみ
初代パブリが表舞台から姿を消して以来、彼女が番組の進行役を務めていた。また、地球産業文化研究所公認の地球温暖化問題是正監視員も務めていた。しかし、彼女もまたライバルキャラクターのダークパブリから嫌がらせを受けていて、たびたび彼女に番組を乗っ取られていた。そのため、全く登場しない回も何回かあった。ダークパブリの出番が激減してからは再び主役の座に返り咲いていたが、2010年5月9日放送分において彼女もまた近いうちに消滅するであろうことが判明。同年6月13日放送分では異空間の中で眠らされる中、イラストパブリの手で「カテゴリーSの再処理化」を施され、ダークパブリとともに3代目パブリ & 4代目パブリとして生まれ変わった。現実世界においては同年6月27日放送分まで登場し、いつも通りにロケ先の宣伝を手伝った後、忽然とその場から姿を消した。
ダークパブリ
演 - 海川ひとみ
2007年6月30日放送分から登場したキャラクターで、パブリセカンドのライバルキャラクター的な存在。パブリとは対照的に全身紫色のコスチュームに身を包んでおり、性格も女王様気質。登場するたびにパブリの宣伝活動を妨害し、「時空迷走」のお札で異空間へ転送させて迷子にしたり、番組が終わるまで眠らせたりしていた。挙句に、パブリが毎回番組のラストで行う締めのセリフを奪ったり、PC向けの公式サイト内にある「パブリの日記」に勝利宣言的な内容の書き込みをしたりもしていた。実はその正体は表舞台から姿を消した初代パブリで、パブリセカンドに主役の座を奪い取られた後、ひたすら彼女のことを恨んで「暴走侵食突然変異体」と化した。彼女もまたイラストパブリの手で「カテゴリーSの再処理化」を施され、パブリセカンドとともに3代目パブリ & 4代目パブリとして生まれ変わった。
海川ひとみ
演 - 海川ひとみ
ごく稀に、海川ひとみが自身の出演番組などの宣伝をするために本人名義で出演することがあった。本人名義の海川はパブリとは別人という設定だったため、当該回においてはパブリは海川についてあくまで「自分に激似の女性」であるなどと主張し、海川もまた「そっくりさんと言われる」などといった主旨の発言をしていた。そのことを証明すべく、この両者による同時会話が成立している映像が流された回もある。2010年6月13日放送分において、実は海川はイラストパブリが3次元世界における宣伝活動の限界を克服するために選ばれた素体で（選んだ理由はたまたまその場で見かけたことから）、彼女のDNAパターンを解析してモデリングしたものが実写版のパブリであることが明かされた。
パブリおね〜たん / パブリいも〜と
演 - 折原みか、前山奈津巴
パブリセカンドとダークパブリが「カテゴリーSの再処理化」によってこの世から姿を消した日、異空間の煉瓦部屋の中に突如現れた2人のパブリ。先に生まれた方がおね〜たんで、後に生まれた方がいも〜と。いも〜とは髪を三つ編みにしている。2010年7月4日放送分においてイメージ映像で登場した海川パブリの話によれば、彼女たちは初代パブリ・パブリセカンド・ダークパブリの3人の個性がフュージョンして生まれた存在であるため、体1つでは入り切らずに2人になったとのことである。以来、2人は海川パブリの意思を継ぎ、「みんなのお役立ち立ち、うれしい情報」をあまねく伝えるために協力しあいながら各地を奔走することになった。両者ともに海川パブリ同様のピンク色のコスチュームを着用しているが、メッシュの長手袋やスカートにはダークパブリの名残りらしき紫色の生地が入っている。
イラストパブリ
声 - 不詳
実写版のパブリのモチーフになったCGキャラクターで、対象商品のVTRのみを流すバージョンに登場。また、実写版にもオープニングや一部の回に登場していた。プロフィールは実写版と同じだが、実写版よりも遥かに豊かなバストの持ち主であり、また、ヘリウムガスを吸ったかのような甲高い声を発する。さらには実写版とは別人格の存在であり、2010年5月9日放送分ではパブリセカンドが久屋大通公園の一角で小雨に打たれながら番組を進行させる中、イラストパブリはノートパソコンを駆使して彼女の消滅時期を検索していた。同年6月13日放送分ではパブリセカンドとダークパブリを異空間の中で眠らせ、彼女たちに「カテゴリーSの再処理化」を施した。また、実写版がパブリおね〜たんとパブリいも〜とに代替わりした後も彼女は2体に分裂することなくCG版に出演し続けていた。
子パブリ隊（仮）
演 - 不詳
パブリと同じような格好をした女児3人組によるチーム。チーム結成直後は、番組関連曲のプロモーション映像や中京テレビ主催イベントのステージなどでパブリのバックダンサーを務めていたが、いつの間にかいなくなってしまった。後に4人組の弐式 子パブリ隊（仮）を結成するも、やはり彼女たちもいなくなってしまった。
解説万太郎
声 - 上原壮
パブリが「完全オフ」という名目で登場する回において、彼女に代わってロケ先の宣伝をしていたCGキャラクター。本人は痩せ細った男性の姿をしている。なお、万太郎もパブリいも〜ととともに実写版最後の回に出演したが、その際に久々に収録に訪れた海川から告知の事で軽くなじられていた。
工藤新作
演 - 不詳
ダークパブリ御用達の謎の探偵で、『探偵物語』の工藤俊作風の衣装に身を包んでいる。2010年4月18日放送分ではダークパブリの命により、芸能界を結婚引退することになった海川の下を訪れ、彼女から事の真偽を伺っていた。
ロケ先の広報担当者
パブリが純粋に商品の宣伝をする回においては、その製造元や販売店などに勤務する広報担当者が彼女の相手役を務めていた。海川パブリの非常に早口かつ異様にハイテンションな演技とは対照的に、誰が担当してもセリフが棒読みになっていた。ごく稀にではあるが、純粋な宣伝回であるにもかかわらずロケ先に担当者が現れないことがあり、その際にはパブリが1人で告知をしていた。その一方で、2008年頃からは逆にパブリがロケ先に現れず、担当者が1人で告知をしていることもあった。

## スタッフ

### ラブリー♥パブリー
- プロデューサー - 武藤利宣
- ディレクター - 加藤孝浩
- 制作協力 - 中京テレビ映像企画 → トーカイテック（株）
- 製作著作 - 中京テレビ

### ラブリー♥パブリーII
- プロデューサー - 武藤利宣 → 山田恵造 → 池岡亮治
- ディレクター - 加藤孝浩
- 制作協力 - トーカイテック（株）
- 製作著作 - 中京テレビ

### ラブリー♥パブリーSS
- プロデューサー - 池岡亮治 → 林弘幸 → 橋本香
- ディレクター - 加藤孝浩
- 制作協力 - トーカイテック（株）
- 製作著作 - 中京テレビ

## 小道具・大道具
A.H.S.M.（アーサム）
過去にこの番組に登場していた「アピール方法選択マシーン」で、『ライオンのごきげんよう』に登場する巨大サイコロのようなパブコロン（仮）や、盤面がピンボール風の仮称 宗方コーチなどがあった。パブリが「アピールの神」からの命令でアピールの修行に向かうという設定で出演していた当時、毎回ロケ先の広報担当者とこれらを使って対決し、その結果が示す方法でロケ先の宣伝をしていた。
パブワゴン
パブリが愛車にしているという環境に優しい電気自動車で、オープンカー仕様の黄色い車（参考リンク）。かなり初期に登場した撮影用のセットで、パブリが遠隔地のロケ先まで移動する際に乗るという名目で登場していた。映像を見る限りでは実際に運転することも可能なようだったが、これで本当にロケ先まで移動していたのかどうかは不明。ほかに、初期のオープニングでは銀色のダイハツ・タントが弐式パブワゴンとして登場していた。

## 関連メディア

### モバイルサイト
- ラブリーパブリー - 下記キャラクターソングの着うたの配信や、番組の収録後に海川ひとみが描くイラスト日記の公開など、各種アミューズメントに特化した携帯端末向けの公式サイト。後にPC向けの公式サイトにも海川の日記が掲載されるようになったが、こちらはパブリとダークパブリによる手記という体裁をとっているため、両者の内容は異なる。

### キャラクターソングCD
- ラブリーパブリーの歌
  - パブリにかかればイチコロよ! - 2004年放送版のオープニングテーマ。この曲は、第一興商の通信カラオケDAMの配信曲にもなっている（参考リンク）。
  - パブリ音頭
  - 愛知でアイチテ
- パブリのドレミ体操
  - パブリのドレミ体操 - 2007年放送版のオープニングテーマ。

### DVD
- あの幻のラブリーパブリースペシャルパイロット版DVD - 期間限定で配布されていた視聴者応募特典。

### パブリ出演CM
- バイク買取専門店 バイク王（2007年2月） - 中京広域圏向けに制作されたバージョンのみに出演。
- 雀ナビ四人麻雀オンライン（2010年3月） - 中京広域圏向けに制作されたバージョンのみに出演。